# Риасор
«Риасо́р» — футбольный стадион, расположенный в Ла-Корунье, Испания. Является домашним стадионом для футбольного клуба «Депортиво Ла-Корунья». Вместимость 34 600 мест. Открыт в 1944 году.

## История
Стадион был торжественно открыт 28 октября 1944 года матчем между «Депортиво» и «Валенсией», который завершился со счётом 2:3 в пользу гостей. Стадион являлся официальным местом проведения Мундиаля 1982. Здесь проходили матчи группового этапа. Это был первый случай, когда его полностью реконструировали. Следующая реконструкция проходила с 1995 года по 1998, во время которой со стадиона убрали легкоатлетические беговые дорожки, вследствие чего вместимость стадиона увеличилась до 36 000 мест.

## Проект нового стадиона
В 2003 году президент «Депортиво» представил общественности проект нового стадиона «Риасор», разработанного известным американским архитектором Питером Айзенманом. Также он заявил, что это будет один из красивейших стадионов в мире, будет иметь классификацию 5 звёзд УЕФА и его вместимость составит 36 000 мест. В настоящее время выполнение проекта остановлено.

## Мундиаль 1982
На стадионе проводились игры чемпионата мира по футболу 1982 года:
| 15 июня 1982 | \| Перу \| 0:0 \| Камерун \| | Стадион: Риасор Зрителей: 11 100 Судья: Франц Вольфер |
| Перу         | 0:0                          | Камерун                                               |

| 19 июня 1982 | \| Польша \| 0:0 \| Камерун \| | Стадион: Риасор Зрителей: 19 000 Судья: Алекс Поннет |
| Польша       | 0:0                            | Камерун                                              |

| 22 июня 1982                                          | \| Польша \| 5:1 (0:0) \| Перу \| \| Смолярек 55' Лято 58' Бонек 61' Бунцол 68' Циолек 76' \| Голы \| Ла Роса 83' \| | Стадион: Риасор Зрителей: 25 000 Судья: Марио Рубес Васкес |
| Польша                                                | 5:1 (0:0) | Перу                                                       |
| Смолярек 55' Лято 58' Бонек 61' Бунцол 68' Циолек 76' | Голы | Ла Роса 83'                                                |